# SD Gundam: Psycho Salamander no Kyōi
SD Gundam: Psycho Salamander no Kyōi (ＳＤガンダム サイコサラマンダーの脅威, SD Gundam: Menace of Psycho Salamander) est un jeu vidéo du type shoot them up développé par Bandai et édité par Banpresto et Bandai en 1991 uniquement en arcade. C'est une adaptation en jeu vidéo de la série en arcade, basée sur l'anime Mobile Suit Gundam et notamment Super Deformed Gundam,.